# افتراض (منطق)
الافتراض عند المنطقيين طريقة لبيان عكوس بعض القضايا، وهو فرض ذات الموضوع أمرا معينا ووصف عنواني الموضوع والمحمول عليه ليحصل مفهوم العكس. وإنما اعتبروا الفرض ليشتمل القضية الخارجية والحقيقية، فالفرض ههنا بالمعنى الأعم الجامع للتحقق، وحمل وصف الموضوع يكون بالإيجاب، وحمل وصف المحمول كما هو في الأصل إيجابا أو سلبا ليحصل العكس، أي بأن يترتب من تينك المقدمتين قياس ينتج عكس المطلوب أو يحتاج إلى ضم مقدمة أخرى صادقة معها، كما في بيان عكس «اللادوام» في الخاصيتين. والافتراض لا يجري إلا في الموجبات والسوالب المركبة لوجود الموضوع فيها.
أما الفرض فيستعمل بمعنى التجويز أي الحكم بالجواز، وبمعنى ملاحظة العقل وتصوره. وإليه تنسب القضايا المعروفة بالفرضيات.